# Vratislávka
Vratislávka (in tedesco Wratislawka) è un comune della Repubblica Ceca facente parte del distretto di Brno-venkov, in Moravia Meridionale.